# Pacte Tripartit
El Pacte Tripartit també anomenat Pacte de les potències de l'Eix és un pacte de cooperació militar que es va signar a Berlín el 27 de setembre del 1940 entre l'Alemanya nazi, el regne d'Itàlia feixista i l'imperi del Japó. Era una extensió del Pacte Anti-Komintern del 1936. Els signataris eren els ministres d'exterior alemany Joachim von Ribbentrop i italià Galeazzo Ciano i l'ambaixador japonès Saburō Kurusu.
A més de la cooperació militar, els signataris es compartien les seves zones d'influència: Europa per als alemanys, el Mediterrani per als Italians i Àsia oriental per als japonesos. Un dels objectius d'oficialitzar tant llarga cooperació era desmotivar els Estats Units d'Amèrica d'implicar-se en el conflicte en suport al Regne Unit. A més, havia de millorar les relacions entre el Japó i Alemanya molt empitjorades després del pacte de no-agressió entre Alemanya i la Unió Soviètica del 1939 que per als japonesos anava contra els seus interessos al continent de l'Àsia oriental. Adolf Hitler ja preparava en secret la guerra des d'occident contra Rússia (malgrat el pacte de no-agressió) i en aquest context, li calia aliats al flanc oriental de la futura guerra. El Japó veia el pacte com un ajut per imposar la seva hegemonia en una «Gran Esfera de Coprosperitat de l'Àsia Oriental». Per això, el partit unificat Associació d'Ajuda Imperial justificava estendre el Lebensraum no només cap a la Xina però també als estats de l'oceà Pacífic considerats imprescindibles per a l'imperi japonès a l'estret al seu arxipèlag pobre en primeres matèries.
El novembre van adherir Hongria, Romania i Eslovàquia, i pel març del 1941 Bulgària i Iugoslàvia. En va, Hitler va assajar d'estendre el pacte a l'Espanya franquista i la França de Vichy. El pacte va romandre sobretot un pacte de paper, per causa de les múltiples agendes secretes i els interessos divergents dels pactaires. A Alemanya es va fer servir per a la propaganda que va presentar-lo com una prova dels esforços del Führer per a «la pau mundial».
Després de l'Armistici entre Itàlia i les forces aliades el 3 de setembre del 1943, Itàlia ja era fora del pacte. D'agost i setembre del 1944 l'Exèrcit Roig va envair Bulgària i Romania, que ipso facto es van convertir en aliats de la Unió Soviètica, Alemanya va envair i ocupar el seu copactaire Hongria l'octubre del 1944, poc abans l'alliberació d'aquest per l'Exèrcit Roig, igual com Eslovàquia. Després de la capitulació del Tercer Reich el 8 de maig del 1945 per manca de pactaires, el pacte va esdevenir nul.

## Galeria d'imatges

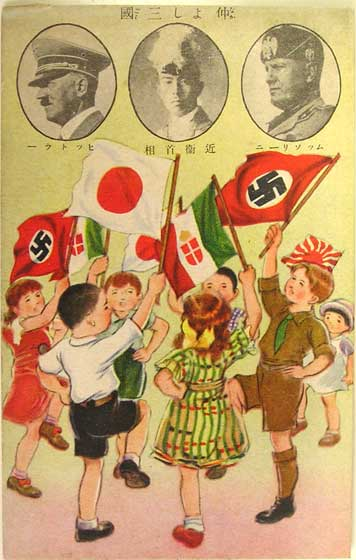
«Bons amics de tres països»